# Atletiek op de Paralympische Zomerspelen 2024 - Verspringen vrouwen T11
Het Verspringen voor vrouwen klasse T11 op de Paralympische Zomerspelen 2024 vond plaats op 30 augustus in het Stade de France. Deze klasse is voor atletes die volledig blind zijn of licht waarnemen, maar niet in staat zijn om de vorm van een hand op enige afstand te zien.  De winnares in Tokio was Silvânia Costa de Oliveira uit Brazilië, die in 2024 werd opgevolgd door Asila Mirzayorova uit Oezbekistan, Zhou Guohua uit China behaalde het zilver en Alba García Falagán uit Spanje won de bronzen medaille.

## Records
Voorafgaand aan het toernooi waren dit het wereldrecord en het Paralympisch record.
| Wereldrecord        | Brazilië Silvânia Costa de Oliveira | 5.46 | São Paulo | 17 juli 2016     |
| Paralympisch record | Spanje Purificación Ortiz           | 5.07 | Atlanta   | 19 augustus 1996 |

## Uitslag
| Rang   | Atleet                          | Atleet | #1   | #2   | #3   | #4   | #5   | #6   | Resultaat | Bijz. |
| ------ | ------------------------------- | ------ | ---- | ---- | ---- | ---- | ---- | ---- | --------- | ----- |
| Goud   | Asila Mirzayorova               | UZB    | 5.22 | 5.12 | 5.19 | 4.89 | 5.24 | 5.12 |           | PR    |
| Zilver | Zhou Guohua                     | CHN    | 4.91 | 4.83 | 4.81 | 4.11 | x    | 4.60 | 4.91      | SB    |
| Brons  | Alba Garcia Falagan             | ESP    | 4.76 | x    | 1.40 | 4.59 | x    | x    | 4.76      |       |
| 4      | Arjola Dedaj                    | ITA    | 4.55 | x    | 4.47 | 4.47 | 4.52 | 4.75 | 4.75      | PB    |
| 5      | Delya Boulaghlem                | FRA    | 4.35 | x    | 4.42 | x    | 4.48 | 4.20 | 4.48      |       |
| 6      | Alice de Oliveira Correa        | BRA    | x    | 4.35 | 4.26 | 1.36 | 4.38 | 4.24 | 4.38      |       |
| 7      | Franyeli Nataly Vargas Ruiz     | VEN    | 3.76 | 4.10 | 4.04 | 3.16 | x    | 4.18 | 4.18      |       |
| 8      | Rosario Trinidad Coppola Molina | ARG    | 3.77 | 3.93 | 4.03 | 3.87 | 3.96 | 4.05 | 4.05      |       |
| 9      | Rosibel Colmenares              | VEN    | 3.86 | 3.90 | x    |      |      |      | 3.90      |       |
| 10     | Sofia Valentina Casse           | ARG    | 3.77 | 3.82 | x    |      |      |      | 3.82      |       |
| 11     | Lorena Silva Spoladore          | BRA    | 1.40 | x    | 3.67 |      |      |      | 3.67      |       |